# Tămășești (okręg Hunedoara)
Tămășești – wieś w Rumunii, w okręgu Hunedoara, w gminie Zam. W 2011 roku liczyła 53 mieszkańców.